# Peperomia cotyledon
Peperomia cotyledon är en pepparväxtart som beskrevs av George Bentham. Peperomia cotyledon ingår i släktet peperomior, och familjen pepparväxter. Inga underarter finns listade i Catalogue of Life.